# Tipula (Vestiplex) canadensis
Tipula (Vestiplex) canadensis is een tweevleugelige uit de familie langpootmuggen (Tipulidae). De soort komt voor in het Nearctisch gebied.